# ريتشارد كينلي
ريتشارد كينلي (بالإنجليزية: Richard Kennelly) هو مجدف أمريكي، ولد في 4 يوليو 1965 في بوسطن في الولايات المتحدة.

## وصلات خارجية
- ريتشارد كينلي على موقع الاتحاد الدولي للتجديف (الإنجليزية)
- ريتشارد كينلي على موقع الاتحاد الدولي للتجديف (الإنجليزية)
- ريتشارد كينلي على موقع اللجنة الأولمبية الدولية (الإنجليزية)
- ريتشارد كينلي على موقع أوليمبيديا (الإنجليزية)